# Automobili Turismo e Sport
Automobili Turismo e Sport S.p.A. (conhecida por ATS) foi uma equipe italiana de Fórmula 1, fundada por Carlo Chiti e Giotto Bizzarrini ex funcionários da Ferrari que foram demitidos. Disputou apenas uma temporada na categoria, em 1963.
Participou de apenas 5 provas, com o ex-campeão Phil Hill e o italiano Giancarlo Baghetti, mas ambos não obtiveram resultados expressivos: o norte-americano conquistou apenas um 11º lugar no GP da Itália, enquanto que Baghetti foi pior: chegou apenas em 15º na mesma corrida.
A ATS chegou a participar de uma corrida na temporada de 1964, em parceria com a Derrington-Francis, com o português Mário de Araújo Cabral. "Nicha" não chegou a completar o GP da Itália, abandonando com problema na ignição de seu carro.